# San Francisco Curungueo
San Francisco Curungueo es una localidad del estado mexicano de Michoacán. Es parte del municipio de Zitácuaro.

## Toponimia
El nombre «San Francisco» hace referencia al santo patrono de la localidad: Francisco de Asís. El nombre «Curungueo» proviene de los términos en purépecha: curuguepeni, aborrecer; o, locativo. Su significado es «Lugar aborrecido».

## Demografía
| Gráfica de evolución demográfica |
|                                  |

| Censo | Población |
| ----- | --------- |
| 1900  | 973       |
| 1910  | 1243      |
| 1921  | 598       |
| 1930  | 1020      |
| 1940  | 614       |
| 1950  | 675       |
| 1960  | 796       |
| 1970  | 1200      |
| 1980  | 1181      |
| 1990  | 1633      |
| 2000  | 2582      |
| 2010  | 2657      |
| 2020  | 2886      |